# Neoneura bilinearis
Neoneura bilinearis – gatunek ważki z rodziny łątkowatych (Coenagrionidae). Występuje na terenie Ameryki Południowej; stwierdzony w Kolumbii, Wenezueli, Gujanie, Gujanie Francuskiej, Brazylii, Peru, Boliwii i północno-zachodniej Argentynie.